# Tvåkammarriksdagen

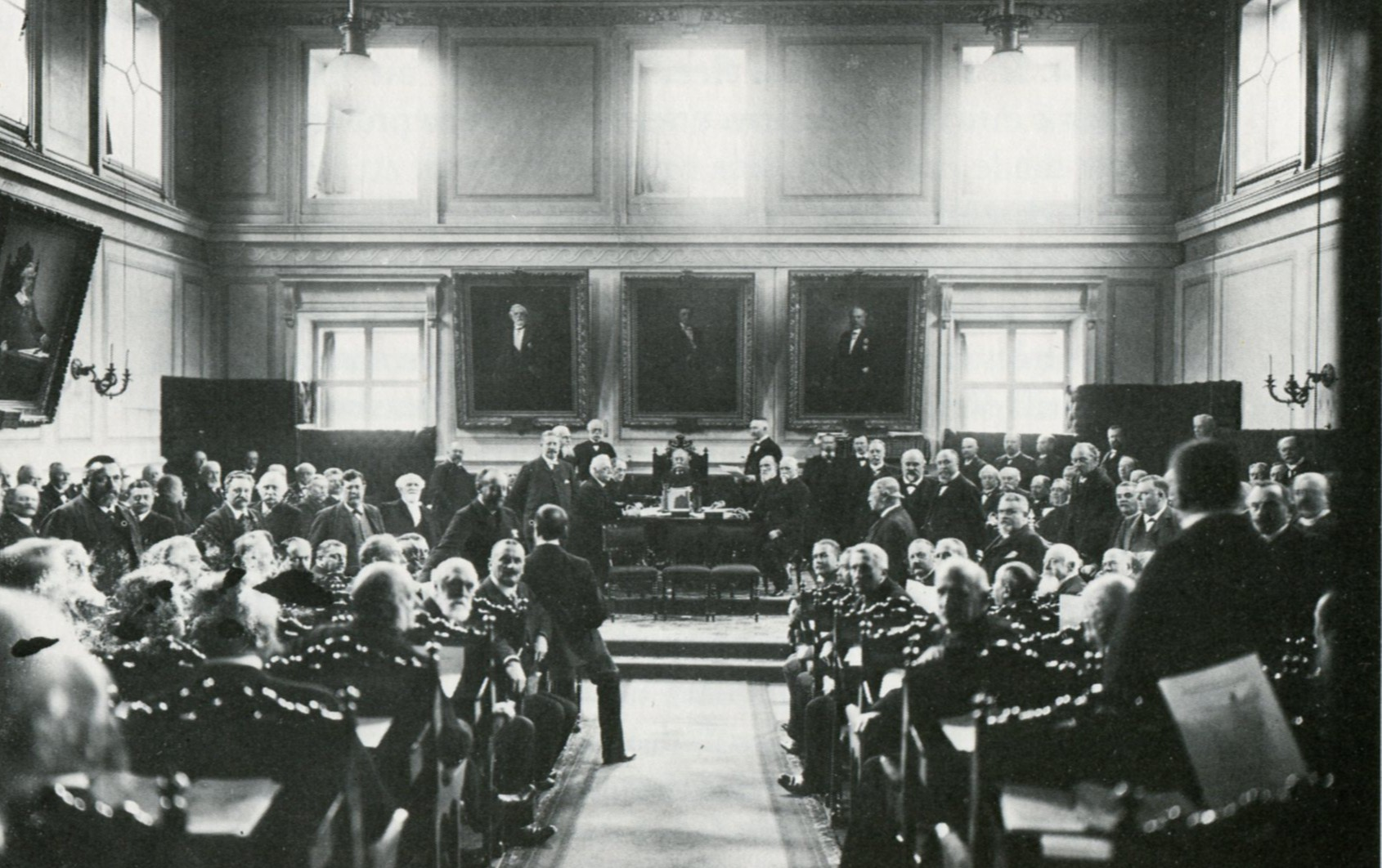
Första kammarens plenisal, år 1900.

Tvåkammarriksdagen var ett tvåkammarsystem som utgjorde Sveriges riksdag från 1866 till 1971. Den bestod av Första kammaren och Andra kammaren. En enkammarriksdag ersatte tvåkammarriksdagen 1971.

## Bakgrund

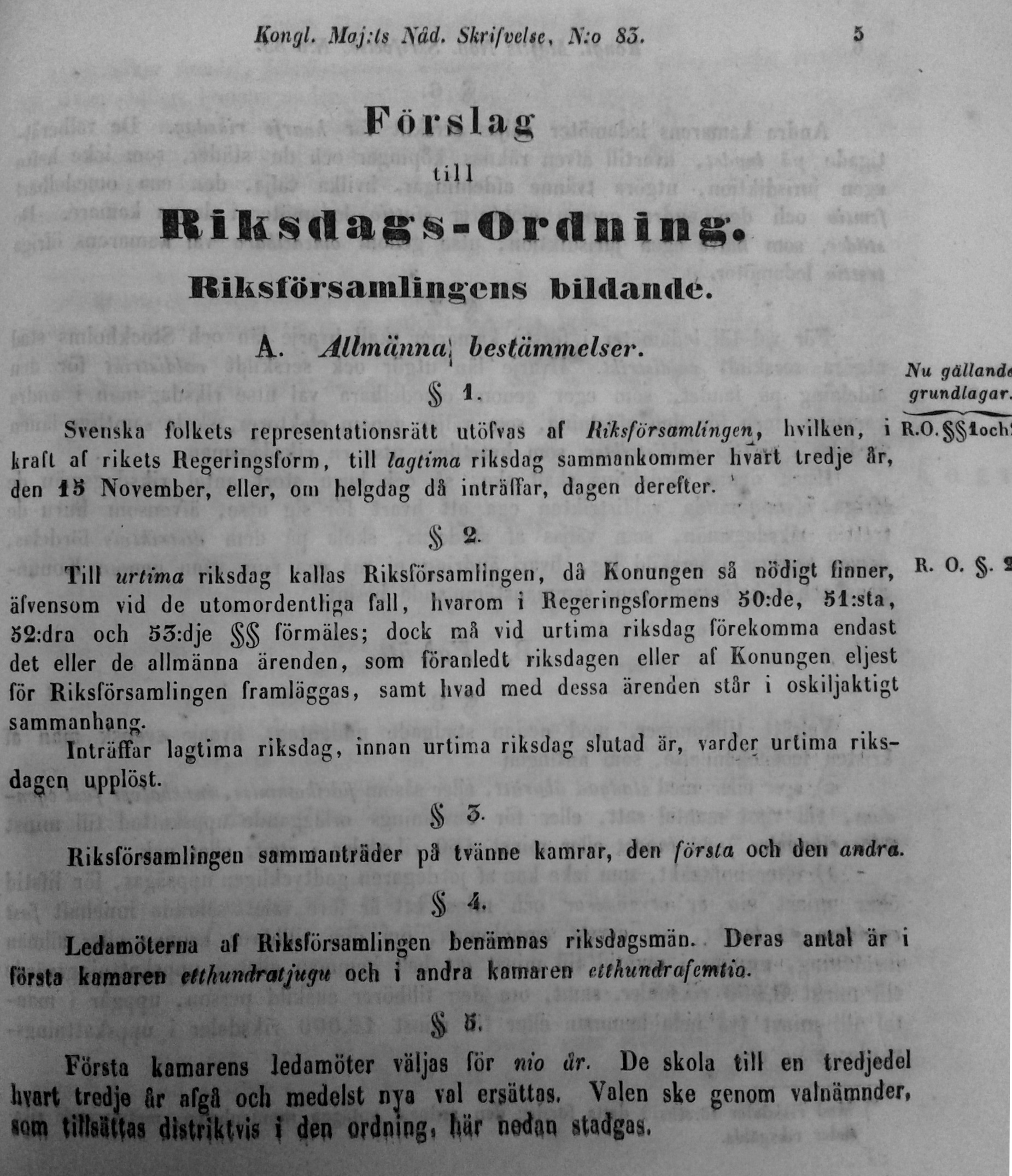
Tvåkammarriksdagen infördes genom godkännandet av de Geers, Arentds och Carlesons slutgiltiga representationsförslag från år 1862.

I Sverige hade ståndsriksdagen blivit kraftigt föråldrad. Den representerade inte ens vissa förmögna patroner, läkare, universitetslärare med flera, även om jämkningar och försök att reformera systemet och låta vissa av dessa grupper få ingå i bland annat borgarståndet hade gjorts. Dessutom hade broderlandet Norge haft en folkrepresentation, Stortinget, vald som en kammare ända sedan 1814 (en mer modern representation, ej uppdelad i ständer).
Ståndsriksdagen ersattes av en tvåkammarriksdag genom representationsreformen 1866. Andra kammaren var direktvald av de röstberättigade väljarna medan första kammaren valdes indirekt av ledamöterna i landets landsting och vissa större städer. På så vis ansågs att maktdelning och en inbyggd tröghet i systemet skapades (för att förhindra förhastade beslut). Det eftersom kammarens ledamöter utsågs genom andra val.
De rika, framgångsrika och utvecklande (men inte demokratiskt jämlika) intressena ville man gynna genom att Första kammaren från början var utsedd enligt snävare censusrösträtt än den andra kammaren. Kommunala val (landstingsval) innebar nämligen rösträtt med speciella censusregler (det vill säga rösträttsregler som gynnar förmögna och innehavare av större jordegendomar). Också valbarhetsreglerna gynnade äldre och rikare personer.
Till kommuner och därmed till första kammaren hade också bolag liksom rika kvinnor rösträtt. Däremot hade inte kvinnor rösträtt till Andra kammaren.
Först 1921 trädde nya rösträttsregler om lika rösträtt för kvinnor och män i kraft som inte innebar olika censusregler. Dock gällde vissa förmögenhets- och inkomstvillkor för att bli valbar till Första kammaren så sent som till 1933.

## Antalet ledamöter och val till kamrarna
Riksdagen bestod först av sammanlagt 315 valda ledamöter (125 i första kammaren och 190 i andra kammaren). Det var först efter reformerna 1907–1909 som antalet ledamöter höjdes till sammanlagt 380 (150 ledamöter i första kammaren och 230 i andra kammaren).
Valen hölls också (likaledes fram till rösträttsreformerna 1907–1909) vart tredje år till Andra kammaren och vart sjätte år till Första kammaren (1909–1921, dessförinnan var mandatperioderna nio år, och från 1921 åtta). En sjättedel av Första kammarens ledamöter förnyades varje år (det vill säga varje år hölls val till en sjättedel av kammarens ledamöter).

### Kamrarnas maktställning gentemot varandra. Gemensamma utskott
Till skillnad från de flesta länder med två kammare hade Sverige ett system där båda kamrarna var helt likställda i makt. Det vill säga: båda kamrarna hade absolut veto mot varandra (veto som inte kan brytas till skillnad från suspensivt veto). De kunde alltså blockera varandra i lagstiftningsfrågor. Blev de oense föll frågan, men den kunde tas upp igen genom att ett nytt förslag lades fram.
Sammanjämkningen mellan kamrarna underlättades dock i Sverige av att riksdagen hade för båda kamrarna gemensamma utskott, vilket är sällsynt för ett tvåkammarsystem; det brukar nämligen i tvåkammarsystem endast förekomma tillfälliga gemensamma medlingsutskott eller liknande för att lösa en tvistefråga mellan kamrarna. Så är det till exempel i Tyskland. I Storbritannien finns också så kallade joint committees.

## Om gemensamma beslut i finansfrågor
Kamrarna var inte likställda i en fråga: budgetfrågor (skattefrågor och så kallade statsregleringsfrågor). Om kamrarna blev oense i budgetfrågor gällde nämligen att gemensam votering (röstning) skulle äga rum för att avgöra frågan (och inte falla som i övriga frågor). Eftersom Andra kammaren dominerade antalsmässigt (hade fler ledamöter än Första kammaren) hade denna kammare alltså ett försteg i dessa frågor. – Alltså: Om de båda kamrarna fattade inkompatibla beslut i budgetfrågor fattades ett samfällt beslut i sådana frågor.

## Hur parlamentarismen fungerade i tvåkammarsystemet fram till 1971
Enligt parlamentarismen i Sverige krävdes för att en regering skulle kunna sitta kvar att den hade båda kamrarnas förtroende och det gällde ända fram till enkammarriksdagens införande. Det till skillnad från en rad andra länder, till exempel Storbritannien, Nederländerna, Frankrike, Österrike, Tyskland, Japan. Dessa länder tillämpar så kallad andrakammarparlamentarism eller underhusparlamentarism.
Det berodde på gemensamma beslut i finansfrågor, vilket är grundvalen för en parlamentarisk regeringspolitik. I andra länder kan också den ena kammaren ha ett avgörande inflytande över statsbudgeten, som till exempel i Frankrike, Österrike, Tyskland, Japan.
På grund av gemensamma omröstningar i budgetfrågor och tvåkammarparlamentarismen kunde Tage Erlander sitta kvar som statsminister efter andrakammarvalet 1956 trots förlorad majoritet för den socialistiska sidan i Andra kammaren. Orsaken att de kunde regera kan också ha varit att de samarbetade med Centerpartiet (Bondeförbundet), och de hade i praktiken stöd av SKP eftersom de sällan röstade mot dem. Första kammaren som utsågs främst av landstingen dominerades nämligen fortfarande av socialdemokraterna. Det gällde även i viss mån valen 1948 och 1952 eftersom socialdemokraterna inte ville bilda majoritet med SKP. Istället bildade socialdemokraterna en koalitionsregering med Bondeförbundet mellan 1951 och 1957.

## Första kammaren
Första kammaren var benämningen på den indirekt valda delen av den tvåkammarriksdag som Sverige hade 1867–1970.
Kammaren hade vid sitt avskaffande 151 ledamöter, vilka valdes för åttaåriga mandatperioder av respektive landsting och stadsfullmäktige som elektorskollegier (valkorporationer). Ledamöterna i landstingen och stadsfullmäktige var direkt valda av de röstberättigade. En åttondel av kammaren valdes varje år av valkorporationerna.

### Historisk betydelse och utveckling
Under en stor del av det socialdemokratiska maktinnehavet 1932–1976 räddades partiet kvar vid makten tack vare sin starka ställning i första kammaren.

## Andra kammaren
Andra kammaren var benämningen på den direktvalda delen av tvåkammarriksdagen som Sverige hade 1867–1970. Den valdes för fyraåriga mandatperioder (från och med 1920, innan dess var perioderna treåriga) med d’Hondts metod och i proportionella val från och med 1909; dessförinnan hade majoritetsval i enmansvalkretsar tillämpats. Kammaren hade vid sitt avskaffande 233 ledamöter.